# Tour de Suisse 1971
Die 35. Tour de Suisse fand vom 11. bis 18. Juni 1971 statt. Sie führte über zehn Etappen und eine Gesamtdistanz von 1319,1 Kilometern.
Gesamtsieger wurde der Belgier Georges Pintens. Die Rundfahrt startete in Murten mit 61 Fahrern, von denen 50 Fahrer in Olten ins Ziel kamen.

## Etappen
| Etappe     | Tag      | Start – Ziel             | km         | Etappensieger      | Gesamtwertung     |
| ---------- | -------- | ------------------------ | ---------- | ------------------ | ----------------- |
| 1. Etappe  | 11. Juni | Zürich – Zug             | 167        | Arnaldo Caverzasi  | Arnaldo Caverzasi |
| 2. Etappe  | 12. Juni | Zug – Walenstadt         | 150        | Georges Pintens    | Arnaldo Caverzasi |
| 3. Etappe  | 13. Juni | Walenstadt – Lenzerheide | 91         | Roger De Vlaeminck | Arnaldo Caverzasi |
| 4. Etappe  | 13. Juni | Obervaz – Lenzerheide    | 7 (BZF)    | Louis Pfenninger   | Louis Pfenninger  |
| 5. Etappe  | 14. Juni | Lenzerheide – Bellinzona | 175        | Albert Fritz       | Louis Pfenninger  |
| 6. Etappe  | 15. Juni | Ambrì – Villars          | 189,5      | Ugo Colombo        | Georges Pintens   |
| 7. Etappe  | 16. Juni | Villars – Lyss           | 196        | Gerben Karstens    | Georges Pintens   |
| 8. Etappe  | 17. Juni | Lyss – Frick             | 209        | Jan Krekels        | Georges Pintens   |
| 9. Etappe  | 18. Juni | Frick – Olten            | 110        | Albert Fritz       | Georges Pintens   |
| 10. Etappe | 18. Juni | Olten – Olten            | 24,6 (EZF) | Louis Pfenninger   | Georges Pintens   |